# Günther Czichon
Günther Czichon (* 19. Mai 1930 in Bremen) ist ein ehemaliger Politiker (SPD) und Senator aus Bremen.

## Biografie

### Ausbildung und Beruf
Nach dem Besuch der Mittelschule in Bremen absolvierte Czichon eine Lehre als Maschinenschlosser. Er studierte Maschinenbau in Bremen an der Ingenieurschule sowie von 1952 bis 1955 an der Technischen Hochschule Karlsruhe und wurde Diplom-Ingenieur. 1961 wurde er in Karlsruhe zum Dr. Ing. promoviert. Von 1956 bis 1969 war er bei der Maschinen- und Kranbaufirma Friedrich Kocks GmbH in Bremen Konstrukteur, Statiker und schließlich ab 1965 Technischer Direktor und ab 1966 Geschäftsführer. Von 1970 bis 1977 war er Direktor der Friedrich Krupp GmbH im Konzern von Friedrich Krupp in Essen. 
Nach dem Senatorenamt war Czichon von 1984 bis 1994 Vorsitzender des Vorstandes der Stadtwerke Bremen AG (ab 1999: swb AG). Unter seiner Leitung wurde der Umweltschutz Bestandteil der Unternehmenspolitik. In die Schlagzeilen der Zeitungen und vor einen Parlamentsausschuss kam 1993 die Spendenpraxis der Stadtwerke Bremen.

### Politik
Czichon ist seit 1947 Mitglied der SPD. Von 1967 bis 1975 und dann wieder von 1983 bis 1984 war er Mitglied der Bremischen Bürgerschaft (MdBB). 
Von 1975 bis 1977 und von 1985 bis 1994 war er auch als schwedischer Honorarkonsul für das Land Bremen tätig. 
1978 berief ihn der Präsident des Senats Hans Koschnick (SPD) zum Chef der Staats- bzw. Senatskanzlei. Von 1979 bis 1983 war er als Nachfolger von Senator Karl Willms gewählter Senator für Bundesangelegenheiten. Ihm folgte 1983 in diesem Amt Senator Wolfgang Kahrs (SPD).

### Persönliches
Czichon war mit Monika Czichon (1938–2017) verheiratet, lebt in Bremen-Oberneuland und hat zwei Kinder. Die Eheleute Czichon sind beide Sammler zeitgenössischer Studiokeramik.

## Veröffentlichungen
- Günther Czichon und Ehrenfried Schulz: Konstruktives aus dem Kranbau, Verlag Krausskopf, 1961

## Ehrungen
- 1957: Redtenbacher-Medaille der Technischen Hochschule Karlsruhe
- 1967: Ehrenring des Vereins Deutscher Ingenieure (VDI) für besondere Leistungen
- Ehrenbürger der Hochschule Bremen